# Gœrsdorf
Gœrsdorf település Franciaországban, Bas-Rhin megyében. Lakosainak száma 1054 fő (2022. január 1.). Gœrsdorf Dieffenbach-lès-Wœrth, Lembach, Oberdorf-Spachbach, Preuschdorf és Wœrth községekkel határos.

## Népesség
A település népességének változása:
| Lakosok száma | 1110 | 1087 | 1101 | 1072 | 1064 | 1057 | 1057 | 1054 | 1054 |
|               | 2013 | 2015 | 2016 | 2017 | 2018 | 2019 | 2020 | 2021 | 2022 |